# ایور الچرچ
ایور الچرچ (انگلیسی: Ivor Allchurch; ۱۶ اکتبر ۱۹۲۹ – ۱۰ ژوئیهٔ ۱۹۹۷) بازیکن فوتبال اهل بریتانیا بود.
از باشگاه‌هایی که در آن بازی کرده‌است می‌توان به باشگاه فوتبال نیوکاسل یونایتد، باشگاه فوتبال کاردیف سیتی، باشگاه فوتبال ووستر سیتی، باشگاه فوتبال شروزبری تاون، و باشگاه فوتبال سوانزی سیتی اشاره کرد.
وی همچنین در تیم ملی فوتبال ولز بازی کرده‌است.